# ياسر بن عامر
ياسر بن عامر بن مالك العنسي المذحجيّ، صحابي، ووالد عمار بن ياسر وهو من السابقون الأولون.

## نسبه
يَاسِرِ بْنِ عَامِرِ بْنِ مَالِكِ بْنِ كِنَانَةَ بْنِ قَيْسِ بْنِ الْحُصَيْنِ بْنِ الْوَذِيمِ بْنِ ثَعْلَبَةَ بْنِ عَوْفِ بْنِ حَارِثَةَ بْنِ عَامِرِ الأَكْبَرِ بْنِ يَامِ بْنِ عَنْسٍ

## حياته
وكان ياسر بن عامر وأخواه الحارث ومالك قدموا من اليمن إلى مكّة يطلبون أخًا لهم فرجع الحارث ومالك إلى اليمن وأقام ياسر بمكّة وحالف أبا حُذيفة بن المغيرة بن عبد الله المخزومي وزَوَّجه أَبو حذيفة أَمةً له اسمها سُمَية، فولدت له عمّارا، فأَعتقها أَبو حذيفة، ولم يزل ياسر وابنه عَمَّار مع أَبي حُذَيفة إِلى أَن مات، وجاء الإِسلام، فأَسلم ياسر وسُمَيَّة وعمّار، وكان ياسر وعمّار وأُم عمّار يُعَذَّبون في الله.
ولياسر من الأبناء أيضًا: عبد الله ، قال أبُو عُمَر: كان عبد الله من السابقين إلى الإسلام، ومات بمكة قبل الهجرة، وحُريث قتله بنو الديل في الجاهلية.
وعن ابن إِسحاق قال: حدَّثني رجال من آل عَمَّار بن ياسر: أَن سُمَيَّة أُم عمَّار عذَّبها هذا الحي من بني المغيرة بن عبد اللّه بن عُمَر ابن مخزوم على الإسلام، وهي تأْبى غيره، حتى قتلوها. وكان رسولُ الله  يمر بعَمَّار وأُمه وبأَبيه، وهم يعذَّبون بالأَبطح في رَمْضاء مكة، فيقول: «صَبْرًا آلَ يَاسِرٍ، مَوْعِدُكُمْ الْجَنَّةُ».
وعن الزّهري، عن إسماعيل بن عبد الله بن جعفر، عن أبيه؛ قال: مَرّ رسولُ الله  بياسر وعَمّار وأم عمار وهم يؤذَون في الله تعالى؛ فقال لهم: «صَبْرًا يا آلَ ياسِر، صَبْرًا يَا آلَ يَاسِر؛ فَإِنَّ مَوْعِدكُمُ الْجَنَّةُ». وفي رواية: أنَّ أبا جهل طعن سُمَيَّة في قُبلها فماتت، ومات ياسر في العذاب. وعن عثمان بن عفّان قال: أقبلتُ أنا ورسول الله ، آخذٌ بيدي نتماشى في البطحاء حتى أتَيْنا على أبي عمّار وعمّار وأمّه وهم يُعذَّبون، فقال ياسر: الدَّهرُ هكذا، فقال له رسول الله : «اصْبِرْ، اللهمّ اغْفِرْ لآل ياسر وقد فعلتَ».